# Спорт в Україні
Спорт в Україні, як і в будь-яких інших країнах світу, відіграє важливу роль у формуванні загального уявлення про Україну та українську популярну культуру серед її громадян та решти світу. Після розпаду Радянського Союзу, у 1992 році український гімн вперше прозвучав на Олімпійських іграх, починаючи з олімпійської перемоги Олега Кучеренка, а відразу за нею перемогли Тетяна Гуцу та Олександра Тимошенко.
Серед видів спорту футбол та боротьба були поширені в Україні ще з ХІХ століття. На українські спортивні чи атлетичні рухи значний вплив мала організація гімнастів «Сокол», яка була знаною в Центральній Європі з другої половини 19 століття.
Після проголошення відновлення незалежності України, продовжували працювати сотні стадіонів, басейнів, спортзалів та інших спортивних споруд, збудовані в попередні роки.
Спорт в Україні насамперед, керується 40 федераціями різних олімпійських видів спорту, які є частиною Національного олімпійського комітету України (NOC Ukraine), який, водночас, є частиною Міжнародного олімпійського комітету (МОК). Усі неолімпійські види спорту керуються відповідними федераціями Спортивного комітету України.
Україна також має сильну паралімпійську збірну команду.

## Історія
Європейські види спорту — регбі, футбол, боротьба, фехтування і гімнастика — почали поширюватися в Україні наприкінці XIX ст. — на початку XX ст. Створюються команди та різноманітні спортивні клуби спортсменів — аматорів, організовуються змагання. Вони розвиваються поряд із національними видами спорту, такими як: козацький двобій, бойовий гопак, спас.
Вагомий внесок у розвиток українського спорту зробило Товариство «Сокіл» — українське патріотичне тіловиховне та руханкове товариство. Засновані в різний час у Галичині (Львів, 11 лютого 1894) та Наддніпрянщині (затверджені у 1907 р.).
На всю Європу уславився український борець греко-римського стилю Іван Піддубний (1871—1949), який за 40 років виступів не програв жодного чемпіонату і пішов з килима непереможений.
Першим мешканцем України, що виступав на Олімпійських іграх, був учасник кваліфікаційних змагань у стрільбі та боротьбі І Олімпійських іграх 1896 року Микола Ріттер, у ІІ Олімпіаді 1900 брав участь український фехтувальник Петро Заковорот, що був першим українцем, що посів місце у топ-8. Першим українцем — медалістом Олімпійських ігор — став майстер кульової стрільби Микола Мельницький, що виборов срібло у командних змаганнях на олімпіаді 1912 року.
Однією з найвизначніших подій Києва початку ХХ століття стала І Всеросійська олімпіада 1913 року, яка була присвячена відкриттю Всеросійської промислової виставки з нагоди 300-річчя царювання родини Романових. У Києві вперше в Російській імперії спеціально для змагань був побудований стадіон — з біговими доріжками, велотреком, трибунами на 5 тис. місць. До програми Олімпіади входили такі види спорту як легка атлетика, марафонський біг, футбол, боротьба, гирі, фехтування, плавання, гімнастика, стрільба, кінні змагання, велогонки та мотоперегони за маршрутом Київ—Чернігів—Київ.
З 1921 року почали проводитися Всеукраїнські спартакіади, олімпіади та інші заходи. З часом запроваджуються кафедри фізичного виховання, відкриваються інститути.
В 30-х роках XX ст. дуже популярними стали різні велопробіги, велотури, піші походи тощо. У 1936—1937 рр. були проведені велопробіги українських спортсменів за маршрутами Одеса—Владивосток (14 317 км), «Уздовж кордонів СРСР» (30 872 км) та інші.

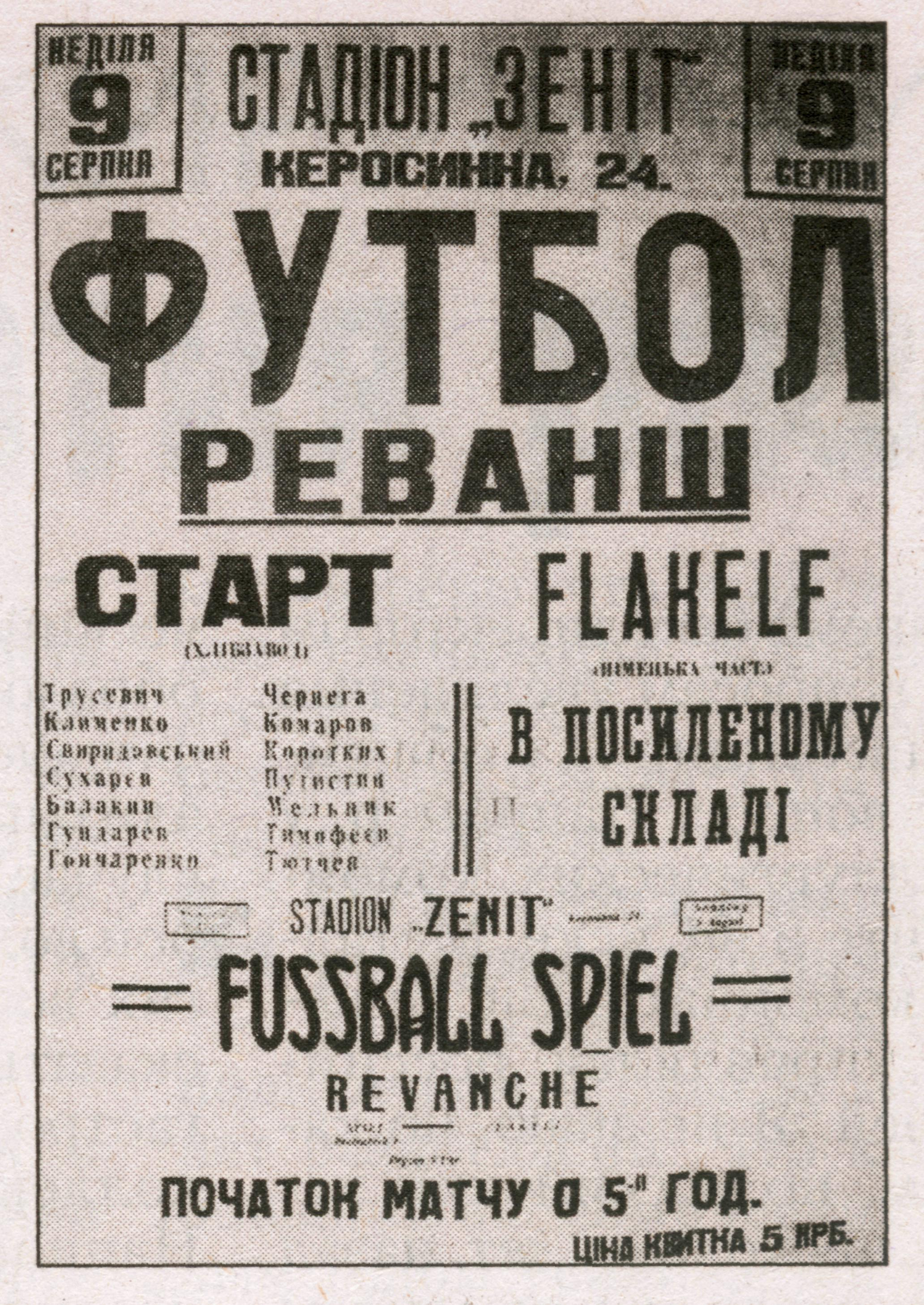
Плакат до «матчу смерті»

У часи Другої світової війни одним з найгероїчніших епізодів в історії українського спорту став «Матч смерті», з яким пов'язано багато легенд. В окупованому Києві футболісти «Динамо» організували команду «Старт» і провели серію переможних матчів з німецькими військовими. Деяким футболістам за перемогу довелося заплатити концтабором і розстрілом.
Після війни спорт в Україні продовжував розвиватися, організовувалося багато грандіозних спортивних свят, кожні чотири роки проводилися українські спартакіади та Спартакіади народів СРСР, на яких українська збірна завжди здобувала почесні місця.
Багато українських спортсменів стали всесвітньо відомі, виступаючи в складі збірних команд СРСР з різних видів спорту. Важкоатлет Леонід Жаботинський, веслувальник Сергій Чухрай, представниці української школи художньої гімнастики Ірина Дерюгіна, Олександра Тимошенко, Оксана Скалдіна та інші неодноразово ставали чемпіонами Європи, володарями кубків світу, олімпійськими призерами. А гімнастка Лариса Латиніна завоювала 18 олімпійських медалей та з 1964 по 2012 роки була володаркою найбільшого числа олімпійських нагород за всю історію Олімпійських ігор.
Футбольна команда «Динамо» (Київ) — легенда українського футболу, тринадцяти-разовий чемпіон СРСР — двічі завойовувала Кубок володарів кубків Європейських країн (у 1975 і 1986 рр.), а 1975 року — Суперкубок Європи. Українських футболістів з «Динамо» — спочатку Олега Блохіна, згодом Ігоря Бєланова,  та пізніше Андрія Шевченка — було визнано найкращими футболістами Європи і нагороджено «Золотим м'ячем», а гравця дніпропетровського «Дніпра» Олега Протасова — «Срібним бутсом» як найкращого бомбардира європейських чемпіонатів. Найбільша заслуга в цьому, у багаторічного наставника української команди Валерія Лобановського.
Гандболістки київського «Спартака» на чолі з уславленим тренером Ігорем Турчиним 13 разів ставали володарками Кубку Європейських чемпіонів, а гандболістки Зінаїда Турчина та Лариса Карлова неодноразово визнавалися найкращими гравцями на чемпіонатах світу і Європи. За видатні досягнення в спорті, легенда українського спорту Турчин і його команда занесені до Книги рекордів Гіннеса.

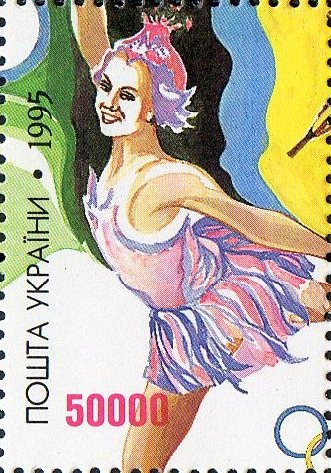
Оксана Баюл, олімпійська чемпіонка з фігурного катання

Багаторазовий чемпіон світу у стрибках з жердиною, олімпійський чемпіон Сергій Бубка встановив 35 світових рекордів неодноразово перемагав у світовій серії Гран-прі, шестиразовий чемпіон світу, відзначався званням «найкращого спортсмена світу». По завершенні спортивної кар'єри він заснував турнір «Зірки Жердини», який став престижним у світі.
1994 року на XVII зимових Олімпійських іграх в Ліллехаммері українські спортсмени виступали вже самостійною командою. Першу золоту олімпійську медаль для незалежної України здобула фігуристка Оксана Баюл — срібний призер чемпіонату Європи 1993 року, чемпіонка світу 1994 року, чемпіонка Олімпійських ігор 1994 року.
Виступ українських спортсменів на XXVI літніх Олімпійських іграх в Атланті заслужено вивів Україну в десятку провідних спортивних держав світу. Дев'ять разів представники українського спорту піднімалися на найвищу сходинку Олімпійського п'єдесталу. Імена цих спортсменів стали відомі в цілому світі: борець греко-римського стилю В'ячеслав Олейник, спортивна гімнастка Лілія Подкопаєва, штангіст Тимур Таймазов, художня гімнастка Катерина Серебрянська, боксер Володимир Кличко, легкоатлетка Інеса Кравець, спортивний гімнаст Рустам Шаріпов, яхтсмени Євген Браславець та Ігор Матвієнко, а також багато інших спортсменів.

## Українська олімпійська збірна
Українські спортсмени виступають на Олімпійських іграх окремою командою, починаючи із Зимової Олімпіади 1994 року. До цієї дати українці брали участь в іграх у складі олімпійських збірних Російської імперії, Польщі, Чехословаччини, Радянського Союзу та Об'єднаної команди (в 1992 році). Першим українцем на І Олімпіаді 1896 року був Микола Ріттер, на ІІ Олімпіаді 1900 брав участь Петро Заковорот.
Українська збірна тричі поспіль привозила з Олімпійських ігор 23 нагороди. Так було 1996 року в Атланті, 2000 року у Сіднеї і 2004 року в Афінах. Але результати, які стоять за цими нагородами, дедалі покращувалися. В Афінах у неофіційному командному заліку Україна зайняла 12 місце серед 202 країн-учасниць з 9-ма «золотими», 5-ма «срібними» та 9-ма «бронзовими» медалями. Відзначилися «золотом» Яна Клочкова (плавання 200 та 400 м комплексом — другу Олімпіаду поспіль), Наталя Скакун (важка атлетика), Ірина Мерлені-Мельник (вільна боротьба), Олена Костевич (стрільба з пневматичного пістолета), Юрій Білоног (штовхання ядра), Юрій Нікітін (стрибки на батуті), Валерій Гончаров (спортивна гімнастика, вправи на брусах), Ельбрус Тедеєв (вільна боротьба).
Українська олімпійська збірна досі не опускалась нижче 21 місця в загальнокомандному заліку.

## Футбол
Футбол — найпопулярніший вид спорту в Україні. Футбол в Україні регулюється Українською асоціацією футболу (УАФ). УАФ організовує різні футбольні змагання в країні серед чоловіків, жінок, молоді, людей з інвалідністю та інших, а також сприяє футбольним змаганням серед професіоналів, студентів та в регіонах. Формат змагань варіюється від ліг (кругові змагання) до кубкових (елімінаційних) змагань. УАФ також організовує кілька запрошувальних турнірів (товариських матчів) в Україні та організовує кілька національних команд, які змагаються на різних міжнародних турнірах.

Андрій Шевченко на посаді тренера Національної збірної України

В Україні добре розвинені професійні футбольні змагання серед чоловіків. Найсильнішою та найвищою лігою є Прем'єр-ліга, яка також була відома як Вища Ліга. Ліга другого рейтингу — Перша Ліга. Наступна ліга вниз — Друга Ліга, яка розділена на дві групи, Схід (B) та Захід (A), відповідно до їх розташування. Наприкінці кожного сезону дві команди з найнижчим рейтингом у Вищій Лізі відходять у Першу Лігу, тоді як дві найкращі команди Першої Ліги підвищуються до Вищої Ліги. Дві команди з найнижчим рейтингом «Перша Ліга» потрапляють до «Другої Ліги», тоді як дві найкращі команди «Другої Ліги» просуваються до Першої Ліги. Команди отримують три очки, якщо вони виграють, одне — за нічию, 0 — за програш. Кожна команда двічі грає одна з одною.
В Україні також проводяться національні футбольні змагання аматорського рівня, якими керує Асоціація аматорів України.
У Кубку України беруть участь команди з усіх професійних ліг. Переможці чемпіонату України та Кубка України беруть участь у Суперкубку України.
Андрій Шевченко є найбільш впізнаваним серед українських футболістів, якого в Україні вважають національним героєм.
Україна була господарем чемпіонату Європи з футболу УЄФА у 2012 році разом з Польщею.
Після анексії Криму Росією в березні 2014 р. Усі кримські футбольні клуби були розпущені російською окупаційною адміністрацією і більшість реорганізовані в російські клуби. Деякі колишні кримські клуби, які брали участь в українських змаганнях, переїхали до континентальної України, де їх було реорганізовано заново.

## Баскетбол
Окрім футболу, головним видом спорту в Україні є баскетбол. Українські баскетболісти були одними з вирішальних факторів для успіху збірної СРСР з баскетболу, яка десятиліттями панувала в Європі, а часом і на світовій баскетбольній арені. Серед них були Олександр Білостінний, Анатолій Поливода, Володимир Ткаченко та Олександр Анатолійович Волков та інші. Після розпаду Радянського Союзу, особливо українські клубні команди БК «Київ» та БК «Азовмаш» завоювали міжнародну увагу, оскільки обидва дійшли до фіналу Єврокубка ФІБА у 2005 та 2007 роках. Збірна України з баскетболу повільно, але впевнено прославилася серед елітних змагань у Європі.
Коли в 2012 році країна отримала офіційне підтвердження для проведення чемпіонату Європи 2015 року, баскетбол отримав значний поштовх уваги громадськості в Україні. Приймаючими містами мали стати Дніпро, Донецьк, Івано-Франківськ, Київ, Львів, Одеса та Харків. З цієї нагоди мало бути відремонтовано кілька арен. Цей великий міжнародний спортивний захід мав гасло: «Ми готові!» та вказував на досвід країни, який був отриманий під час підготовки до чемпіонату Європи з футболу 2012. Як зазначив Олександр Волков, президент Федерації баскетболу України, досвід країни щодо проведення подій такого масштабу пройшов через згаданий чемпіонат з футболу.
9 лютого 2012 року президент-утікач Віктор Янукович видав указ, яким доручав уряду створити «Оргкомітет з підготовки та проведення в Україні чемпіонату Європи-2015 з баскетболу» (комітет очолює прем'єр-міністр Микола Азаров). Багато споруд, необхідних для проведення Євробаскету-2015 (дороги, аеропорти, готелі тощо), були побудовані під час підготовки до чемпіонату Європи з футболу в 2012 році, що значно знизило очікувані витрати на баскетбольну подію. На жаль, внаслідок Української революції 2013—2014 рр. захід Євробаскет ФІБА в кінцевому підсумку було скасовано для України, а натомість у ньому брали участь чотири різні країни, які вперше брали участь. Однак через подібну ситуацію комітет зобов'язав Україну подати заявку на Євробаскет-2017.
Україна приймала Чемпіонат Європи серед юнаків до 16 років у ФІБА 2013 року.
Загалом команди української баскетбольної ліги досить сильні, щоб потрапити у чемпіонат Єврокубка з баскетболу. Вища українська ліга називається Українська баскетбольна суперліга. Наступна вища ліга називається Вища Ліга. Наступна найсильніша ліга називається Перша Ліга.

## Бокс
Україна відома багатьма найкваліфікованішими боксерами останнім часом, включаючи братів Володимира та Віталія Кличків, які, виходячи на пенсію, за всю свою кар'єру виграли кілька світових титулів. Брати домінували у важкій вазі в період, який зараз називають «епохою Кличка». Віталій та його брат Володимир тримали всі великі чемпіонські пояси до закінчення кар'єри. Також досить відомим в світі є Василь Ломаченко, золотий призер Олімпійських ігор 2008 та 2012 років, якого широко вважають одним із найбільших боксерів-аматорів усіх часів після складання рекорду 396–1. В даний час він зафіксував рекорд у тому, що став чемпіоном світу в найменшій кількості професійних поєдинків, вигравши титул WBO в напівважкій вазі у своєму третьому бою. Ще одним відомим українцем є друг Ломаченко та колишній товариш по амації Олександр Усик. Сам призер Олімпійських ігор 2012 року, він став першим боксером в історії, який одночасно провів усі чотири найважливіші світові титули у важкій дивізіоні — WBA (Супер), WBC, IBF та WBO.

## Гімнастика

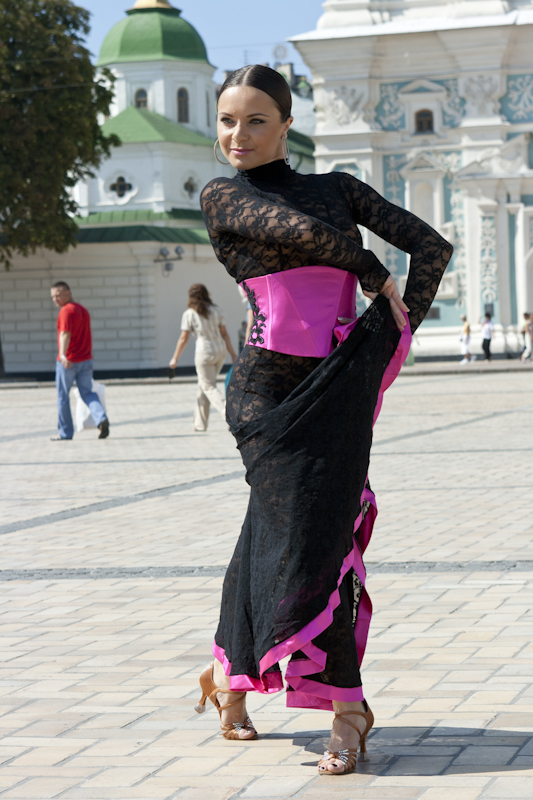
Лілія Подкопаєва, найтитулованіша українська гімнастка.

В Україні відомо кілька успішних жінок гімнасток, включаючи, але не обмежуючись ними: Лілія Подкопаєва, Тетяна Гуцу, Ларису Латиніну, Вікторія Карпенко та нещодавно Анастасія Коваль, Аліна Козич та Ірина Краснянська.
Чоловіча спортивна гімнастика:
Олександр Воробйов мав успіх на літніх Олімпійських іграх у Пекіні 2008 року, ставши бронзовим призером на нерухомих кільцях, срібний призер чемпіонату Європи 2009 року на натюрмортах.
Микола Куксенков, бронзовий призер чемпіонату Європи 2009 року з високої планки. У 2012 році оголосив про намір змінити громадянство на російське. У 2016 році став учасником допінгового скандалу, його допінг-проба від 15 березня дала позитивний результат на вміст мельдонію.
Ігор Радівілов, Бронзовий призер на сходах у Лондоні на літніх Олімпійських іграх 2012 року.

## Художня гімнастика
Художня гімнастка вважається одним із найпопулярніших видів спорту в історії. Багато українських гімнасток, такі як Людмила Савінкова, Любов Середа, Аліна Максименко, Анна Безсонова, Тамара Єрофеєва, Ірина Дерюгіна, Елеонора Романова, Оксана Скальдіна, Наталія Годунко, Олена Вітриченко, Катерина Серебрянська та Олександра Тимошенко, є одними з найкращих у світі художньої гімнастики. По всій Україні є багато клубів. Найвідоміша та найсильніша школа тренувань з художньої гімнастики в Україні — це школа ім. Дерюгіної в Києві, якою керують Альбіна Дерюгіна та її дочка Ірина Дерюгіна.

## Хокей
В Україні існує хокейна ліга — Професійна хокейна ліга. Найвизначнішою та історичною командою є київський «Сокіл», а також команда найвищого рівня ХК «Донбас», який грав у Континентальній хокейній лізі до сезону 2014—2015 років. Українська національна команда з хокею брала участь у кількох чемпіонатах світу та Олімпійських іграх.

## Бенді (хокей з м'ячем)
Збірна України брала участь у своєму першому чемпіонаті світу з Бенді в 2013 році. На турнірі 2016 року Україна дійшла до півфіналу Дивізіону В. За рівнем ліцензованих спортсменів Бенді є другим за величиною зимовим видом спорту у світі.

## Регбі
Регбі в Україні зародилось на сході країни, навколо промислових міст Харкова та Донецька. Перший клуб, Легіон XIII, був створений студентами в 2007 році і грав у чемпіонаті Росії до початку чемпіонату України з чотирьох команд у 2009 році. У 2012 році уряд офіційно визнав UFRL.
З 2010 року чемпіонат України збільшився до шести клубів, що демонструє стрімкий підйом спорту в країні. На додаток до чемпіонату проводиться Кубок України, а з 2010 року — молодіжні змагання. На міжнародному рівні UFRL виступає на вищій національній стороні з 2008 року, але вперше взяв участь в офіційних змаганнях у 2009 році.

## Боулінг
Всеукраїнська федерація боулінгу в Україні включає 99 зареєстрованих боулерів, які грають у 19 центрах. Ігор Кононенко є президентом Федерації. Українські боулери посіли перше місце на 13-му молодіжному чемпіонаті світу з боулінгу.

## Найвідоміші в світі українські спортсмени
Українські спортсмени є нині одними з найвідоміших у світі українців. Нападник Андрій Шевченко став справжнім символом України на футбольному полі, граючи за італійський «Мілан». Кумира багатьох футбольних фанатів в Італії називають «Диявол зі Сходу» і навіть видали про Андрія книжку з такою ж назвою. Для тифозі (вболівальників) він просто Шева, якого критикують і яким захоплюються.
Андрій Шевченко (1976 р.н.) — п'ятиразовий чемпіон України, гравець збірної та найкращий нападник Ліги чемпіонів кінця 90-х, володар «Золотого м'яча» 2004 року, найкращий гравець Ліги чемпіонів сезону 1998–1999 рр. (визначений спеціальною комісією УЄФА у серпні 1999); найкращий бомбардир чемпіонату Італії (Серія А) сезону 1999–2000 рр. (24 голи), 2 місце серед бомбардирів сезону 2000–2001 років, чемпіон Італії — 2004.
«Золотою рибкою» називають Яну Клочкову, яка плаває найкраще у світі і з кожних змагань привозить додому цілу зв'язку медалей.
Яна Клочкова (1982 р.н.) — одинадцятиразова чемпіонка Європи, триразова чемпіонка світу, чотириразова олімпійська чемпіонка (Сідней-2000, Афіни-2004) у плаванні на 200, 400 та 800 метрів, володарка Кубків світу. Яні належить світовий та олімпійський рекорд на дистанції 400 метрів комплексом (4 хв. 33,59 сек.).
Український шахіст Руслан Пономарьов у свої 14 років став наймолодшим у світі гросмейстером, чемпіоном світу серед юнаків до 18 років. Ще однією гордістю українських шахів була Катерина Лагно, яка в 12 років стала наймолодшим гросмейстером світу серед жінок. Нині вона в чільній десятці жіночого рейтинг-листа ФІДЕ. В кінці 2012 року скарбничка українських шахів поповнилася ще однією блискучою перемогою — чемпіонкою світу з шахів серед жінок стала харків'янка Ганна Ушеніна.
Ольга Харлан (нар. 4 вересня 1990, Миколаїв) — українська фехтувальниця (шабля), олімпійська чемпіонка 2008 року у командній першості, бронзова призерка Олімпіади 2012 року, шестиразова чемпіонка світу. Наставником Ольги під час великих перемог був нинішній Міністр молоді та спорту України Вадим Гутцайт.
Лілія Подкопаєва — має дві золоті та одну срібну олімпійські медалі.

Віталій та Володимир Кличко

Всесвітньо відомі українські боксери Володимир і Віталій Клички.
Постійно з медалями художня гімнастка Ганна Безсонова, легкоатлет Іван Гешко, дуже перспективними є фехтувальники Наталія Конрад і Володимир Лукашенко, які вперше в історії спорту незалежної України здобули золоті медалі чемпіонату світу зі своїх дисциплін, відповідно, шпага та шабля. З олімпійськими медалями повертається зі змагань стрілець Микола Мільчев.
Одним з найкращих альпіністів світу є Владислав Терзиул, альпініст, який піднявся на всі 14 гір вище 8000 метрів Землі, повторюючи рекорд Райнгольда Месснера. Постійно привозять медалі з міжнародних змагань представники рукопашного бою, скелелази та самбісти (Україна посідає друге місце серед 52 країн, які культивують цей вид спорту).
Вадим Гарбузов (народився 1987 року)  — танцюрист, дворазовий чемпіон Танців з Зірками в 2012 і 2014 роках у Відні.
Авраменко Галина Геннадіївна — українська спортсменка, член національної збірної команди України, Заслужений майстер спорту України, багаторазова чемпіонка та призерка чемпіонатів світу і Європи з кульової стрільби, рекордсменка України.
Олімпійськими чемпіонками з біатлону у естафеті в Сочі (2014 рік) стали Валентина Семеренко, Віта Семеренко, Олена Підгрушна і Юлія Джима.
Василь Ломаченко (народився у 1988 році) — боксер, 2008 та 2012 роках став Олімпійським чемпіоном.
Микита Крилов (народився 7 березня 1992 р.) — боєць змішаних боїв на Ultimate Fighting Championship (UFC).
Ігор Вовчанчин (народився 6 серпня 1973 року) -професійний кікбоксер і спеціаліст зі змішаних бойових мистецтв (англ. MMA). Чемпіон світу з кікбоксингу за версією IAKSA. Чемпіон СНД з кікбоксингу. Чемпіон світового турніру з вале тудо (WVC) у важкій ваговій категорії. В змішаних бойових мистецтвах: чемпіон турніру IFC, дворазовий чемпіон і віце-чемпіон турнірів IAFC, переможець і призер багатьох турнірів з боїв змішаного стилю в Україні, Росії і Білорусі. Ветеран Бійцівського чемпіонату PRIDE (27 боїв).
Олександр Усик (народився 17 січня 1987) — боксер, олімпійський чемпіон 2012 року; безперечний чемпіон у важкій вазі.

## Законодавство про спорт
Як і в інших державах в України спорт і пов'язана з ним діяльність регулюється законодавством, що має величезний вплив на представлення країни в офіційних міжнародних змаганнях. Законом «Про фізичну культуру і спорт» визначаються, зокрема, принципи відбору до Національної збірної країни з різних видів спорту, основні напрямки спорту, передбачена реєстрація видів спорту, спортивна класифікація, умови надання спортивних звань та спортивних розрядів.
Дитячий спорт — напрям спорту, який забезпечує ознайомлення дітей з видами спорту та виявлення їх здібностей до подальших занять спортом.
Дитячо-юнацький спорт — напрям спорту, який забезпечує залучення дітей для занять певним видом спорту із дитячого спорту для здійснення їх спортивної спеціалізації та забезпечення умов для переходу до резервного спорту.
Резервний спорт — напрям спорту, який забезпечує здійснення відбору обдарованих дітей та молоді для занять певним видом спорту, створення умов для максимального розвитку їхніх індивідуальних здібностей з метою досягнення високих спортивних результатів, забезпечення умов для переходу до спорту вищих досягнень та поповнення основного складу національних збірних команд.
Спорт вищих досягнень — напрям спорту, який забезпечує залучення спортсменів з резервного спорту шляхом подальшої спеціалізації та індивідуалізації їхнього навчально-тренувального процесу з певного виду спорту для підготовки та участі у спортивних змаганнях всеукраїнського та міжнародного рівнів.
Службово-прикладний та військово-прикладний спорт — напрям спорту, пов'язаний з виконанням військовослужбовцями і працівниками Збройних Сил України, інших військових формувань, утворених відповідно до законів України, правоохоронних органів, рятувальних та інших спеціальних служб своїх службових обов'язків.
Професійний спорт — комерційний напрям діяльності у спорті, пов'язаний з підготовкою та проведенням видовищних спортивних заходів на високому організаційному рівні з метою отримання прибутку. Спортсмен набуває статусу спортсмена-професіонала з моменту укладення контракту з відповідними суб'єктами сфери фізичної культури і спорту про участь у змаганнях серед спортсменів-професіоналів.
Національні збірні команди України — комплектуються органом виконавчої влади, що реалізує державну політику у сфері фізичної культури та спорту, з урахуванням пропозицій національних спортивних федерацій та фізкультурно-спортивних товариствна конкурсній основі з числа найбільш підготовлених спортсменів дитячо-юнацького, резервного спорту та спорту вищих досягнень, а також фахівців сфери фізичної культури і спорту, зокрема тренерів, національні збірні команди з визнаних в Україні олімпійських, неолімпійських та національних видів спорту для підготовки їх до участі в міжнародних спортивних змаганнях.
Порядок визнання видів спорту в Україні, включення їх до відповідного реєстру та порядок ведення цього реєстру визначаються центральним органом виконавчої влади. В Україні не можуть визнаватися види спорту, які пов'язані з небезпекою чи надмірним ризиком для життя і здоров'я людей або мають антигуманний зміст — див. статтю «Перелік видів спорту, що визнані в Україні».
Спортивні звання та розряди присвоюються за досягнення на офіційних спортивних змаганнях, за виконання кваліфікаційних норм та вимог до відповідного виду спорту, за тренерську підготовку спортсменів — див. статтю «Спортивні звання».

## Національні види спорту
Розвиваються в Україні такі національні види спорту, як козацький двобій, бойовий гопак, спас. Вони є втіленням українських бойових традицій і цікавлять здебільшого не байдужу до вітчизняної історії молодь.
21 серпня 2009 року, Міністерство молоді та спорту України, офіційно визнало хортинг як вид спорту (наказ № 3000). Засновники цього єдиноборства пояснюють, що слово ''хортинг'' походить від назви острова Хортиця, де розташовувалася Запорізька Січ.

## Спорт та медіа
В Україні висвітлення спорту ведеться переважно через інтернет ЗМІ та соцмережі, існує декілька телеканалів зокрема на футбольну тематику. Спортивні осередки (федерації та клуби) нехтують новинами у своїх соцмережах, хоча в деяких це виходить доволі добре, наприклад у футбольному середовищі.
В Україні частка спорту на телебаченні становить 0,4-0,5 %, тоді як в Європі це 10 %, у Великій Британії — 12 % (див. джерело).
Пропагування спорту не має чіткої програми та стратегії на державному рівні. Не ведеться робота з залучення журналістів та влогерів до спортивного життя країни. Медіа освіта у напрямку спортивний журналіст, влогер — майже відсутня.
Спортивні відео-блоги стали важливим інструментом висвітлення та розвитку спорту в Україні, доступно показуючи спортивне життя, та зробивши спорт та спортсменів ближчими до людей, створюючи ексклюзивний медіа-соціальний контент. Популярні спортивні відео-влоги України: Трендець [Архівовано 3 жовтня 2020 у Wayback Machine.], Бомбардир [Архівовано 25 вересня 2020 у Wayback Machine.], UA Sports Community. [Архівовано 7 грудня 2019 у Wayback Machine.]

## Меценатство в спорті
З 1 січня 2021 року вступає в силу Закон та правки до Законів про меценатство в спорті: Меценатська діяльність у сфері спорту здійснюється з метою розвитку і популяризації спорту, посилення його значення в житті суспільства, сприяння удосконаленню фізичних і духовних якостей особистості за такими напрямами:
- забезпечення матеріально-технічних умов для розвитку спорту;
- участь у впровадження проєктів і програм з будівництва, реконструкції та модернізації спортивних споруд в Україні;
- матеріальна та інша допомога українським спортсменам і фахівцям сфери фізичної культури і спорту з метою сприяння досягненню ними найкращих спортивних результатів;
- матеріальна та інша підтримка проведення спортивних заходів.

Суб'єктами меценатської діяльності у сфері спорту є:
- меценат спорту — дієздатна фізична особа або юридична особа приватного права (у тому числі благодійна організація), яка здійснює меценатську діяльність у сфері спорту за одним або кількома напрямами, зазначеними в частині першій цієї статті.
- отримувач меценатської допомоги — Національний олімпійський комітет України, національна спортивна федерація, Спортивний комітет України, національна спортивна федерація осіб з інвалідністю або їх спілки, що є членами Міжнародного паралімпійського комітету та Міжнародного комітету глухих, база олімпійської, паралімпійської та дефлімпійської підготовки, спортивний клуб, дитячо-юнацька спортивна школа, спеціалізований навчальний заклад спортивного профілю, школа вищої спортивної майстерності, центр олімпійської підготовки, центр студентського спорту вищих навчальних закладів, фізкультурно-спортивне товариство, громадська організація фізкультурно-спортивної спрямованості ветеранів фізичної культури і спорту, громадські організації фізкультурно-спортивної спрямованості учнів та студентів, центр фізичної культури і спорту осіб з інвалідністю, який в інтересах бенефіціара отримує меценатську допомогу від меценату спорту на підставі договору про меценатську допомогу;
- бенефіціар — фізична або юридична особа, визначена меценатом спорту або отримувачем меценатської допомоги у договорі про меценатську допомогу як набувач меценатської допомоги. Бенефіціар є кінцевим отримувачем меценатської допомоги і не може виступати посередником у отриманні меценатської допомоги, належної іншому набувачу.

Меценат спорту, отримувач меценатської допомоги та бенефіціар не можуть бути пов'язаними особами в розумінні підпункту 14.1.159 пункту 14.1 статті 14 Податкового кодексу України.
Меценатська діяльність здійснюється меценатами спорту в таких видах:
- безоплатна передача (пожертва) у власність бенефіціара будівель, приміщень, земельних ділянок, транспортних засобів, коштів;
- безоплатне відступлення на користь бенефіціара майнових прав;
- закупівля і передача у власність бенефіціара спортивного обладнання, інвентарю, екіпірування, іншого майна, необхідних для здійснення діяльності у сфері спорту;
- безоплатна передача бенефіціару доходів від майна та майнових прав;
- безоплатне надання послуг і виконання робіт меценатом спорту на користь бенефіціара.

Бенефіціари можуть використовувати набуту ними меценатську допомогу відповідно до договору про меценатство за такими напрямами:
- будівництво, реконструкція, модернізація і використання спортивних споруд та інших об'єктів спортивної інфраструктури;
- закупівля спортивного обладнання, інвентарю, екіпірування, іншого майна, необхідних для здійснення діяльності у сфері спорту;
- організація та проведення в Україні спортивних змагань різного рівня, спортивно-оздоровчих заходів, а також методичних, суддівських, навчальних, наукових, медичних та інших заходів, забезпечення підготовки та участі у таких заходах спортсменів і команд, інформаційне забезпечення сфери спорту;
- підготовка та участь українських спортсменів і команд у міжнародних спортивних змаганнях та спортивних заходах за межами України;
- підготовка, перепідготовка та підвищення кваліфікації спортсменів і тренерів, спортивних суддів, науково-методичне та медичне забезпечення спортивної діяльності, заходи з протидії допінгу у спорті.

Меценатська діяльність у сфері спорту здійснюється на підставі письмового договору про меценатську допомогу  між меценатом спорту та бенефіціаром або між меценатом спорту та отримувачем меценатської допомоги в інтересах бенефіціарів, визначених меценатом або отримувачем меценатської допомоги. Договір про меценатську допомогу не підлягає обов'язковому нотаріальному посвідченню, якщо інше не встановлено законом або договором.
Істотними умовами договору про меценатську допомогу є: положення про вид меценатської діяльності та напрями використання меценатської допомоги отримувачем і бенефіціаром (бенефіціарами) такої допомоги, обсяг і строки цієї допомоги, порядок здійснення контролю за використанням меценатської допомоги, в тому числі порядок доступу до фінансових звітів, та відповідальність сторін у разі порушення умов договору. За згодою сторін, як істотні умови договору можуть бути передбачені також інші умови надання меценатської допомоги, що не суперечать законодавству.
Державний контроль у сфері меценатської діяльності здійснюється відповідно до закону.
Стаття 512. Державна підтримка і гарантії меценатської діяльності у сфері спорту
Державна підтримка діяльності меценатів у сфері спорту здійснюється шляхом: відзначення меценатів спорту державними нагородами, почесними відомчими відзнаками;
- сприяння увічненню імені мецената спорту на будинках, спорудах, спортивних об'єктах, що надані як меценатська допомога або створені внаслідок надання меценатської допомоги у сфері спорту;
- здійснення організаційних та інформаційних заходів із популяризації меценатської діяльності у сфері спорту;
- надання пільг, іншого сприяння меценатам спорту відповідно до закону.

Держава гарантує фізичним і юридичним особам можливість вільно здійснювати меценатську діяльність у сфері спорту. Ніхто не має права обмежувати свободу вибору меценатом спорту визначених цим Законом напрямів і видів меценатської діяльності.